# ベトナム料理

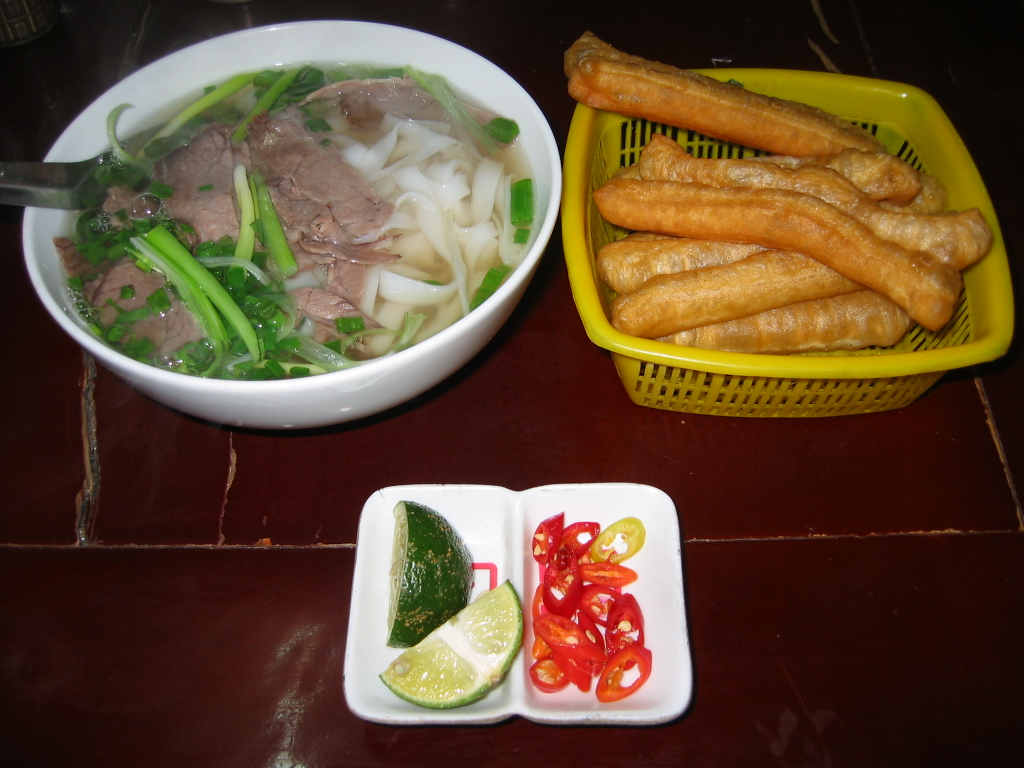
フォー（揚げ麩付き）

ベトナム料理（ベトナム語: Ẩm thực Việt Nam、ベトナムりょうり）は、ベトナムで形成され、食べられている料理。中国文化や植民地統治時代のフランス文化などの影響を受けており、米食を基本とするアジア料理である。

## 特徴

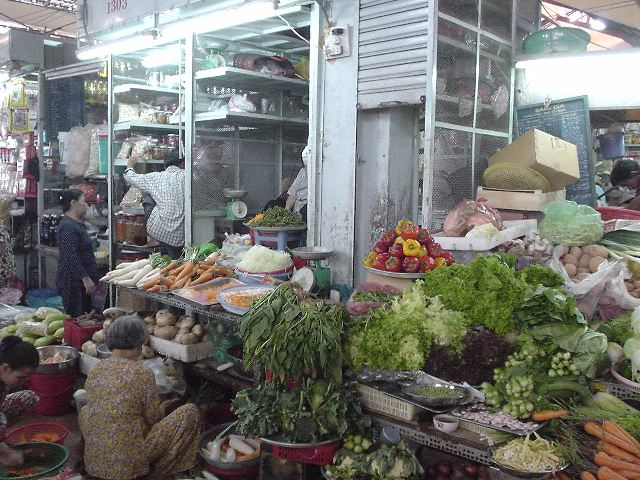
ホーチミン市、ベンタイン市場の様子

古来ベトナムは中国文化の影響を強く受けてきたため、ベトナム料理にも中華料理の影響が色濃く現れている。また、19世紀から20世紀にかけてフランスの植民地統治を受け、他のインドシナ半島の国々同様、フランスの食文化の影響も大きく、バゲットやコーヒー、プリンなどが日常の食生活の中に定着している。食のタブーは、「魚の王」として信仰される鯨を除き存在せず、多彩な食材を扱う。
ベトナム料理の一般的な特徴として、隣接する中国広西チワン族自治区や広東省、福建省、あるいはカンボジアやタイ王国の食文化とも通ずるが、小魚を塩漬けにして発酵させた魚醤（ヌクマム、Nước mắm）などの発酵調味料を使うこと、基本的に中国の華南同様に米食文化であり、麺類や春巻の皮なども小麦ではなく米から作ることなどを挙げられる。調理方法も炒める、蒸す、煮るなど中華料理と共通する手法が多いが、魚は、日本料理やカンボジア料理のように直火で焼く場合があるのが中華料理とは異なる。
また、料理の付け合せなどに紅白膾、生野菜類のほか、コリアンダー（ラウムイ、rau mùi）、ドクダミ、タイバジル（フンクエ、húng quế）、タデ科のベトナムコリアンダー（ラウラム、rau răm）などの香草類をふんだんに用いる。なおこのような香草類は別皿で供され、好みでトッピングする事が多い。
ベトナム料理によく使われる調味料としては、上述のヌクマムのほかに、シュリンプペーストであるマムトム（Mắm tôm）、魚を発酵させたマムカー（mắm cá）とそれに果物や砂糖を加えたマムネム（Mắm nêm）、甘味噌あるいは甜麺醤にあたるトゥオン（Tương）、ピーナッツ味噌ダレのトゥオンダウ（Tương đậu）、大豆醤油のヌクトゥオン（Nước tương）、塩（Muối）、生の唐辛子（Ớt）、酢漬けの唐辛子（Dấm ớt）、ライム（Chanh）、タマリンドのたれ（Mắm me）、ニンニク入りのチリソース（Tương ớt）、コショウ（hạt tiêu）、味の素などの化学調味料（Mì chính, bột ngọt）を挙げることができる。
ベトナムの塩は日干しの海水塩が多く単体でも味わいが深いが、コショウや小エビの粉末と混ぜたものとして、Muối ớt Tôm（エビ唐辛子塩）、Muối tiêu chanh（ライム塩コショウ）といった複合調味料も市販されている。醤油類はシーザウ（Xì dầu:豉油）と総称することもある。
肉類としては、豚肉、牛肉、鶏肉、鴨肉のほか、ヤギ肉、スッポンもよく食べられる。他に、日本では馴染みが薄い食材に、孵化前のアヒル卵、ネズミ肉、犬肉、ヘビ肉、ジャコウネコなども市場で売られており、屋台などで食べられる。ハノイ周辺ではバリケンも家禽として飼育される。
海岸線が長いため、海水魚やエビ、カニ（ノコギリガザミなど）、イカ、貝類も食材として一般的である。また、紅河デルタやメコンデルタを中心とした地域ではライギョやナマズ目の淡水魚、テナガエビなどの淡水エビも食用に用いられている。ブラックタイガーやバナメイエビも国内・国外消費のために大量に養殖されている。

## 地方ごとのバリエーション
ベトナムは南北に長い国であり、地方によって気候や食習慣が異なるため、食材や味付けなどにも地域ごとの差がある。ベトナムを大きく北部（ハノイなど）、中部（フエなど）及び南部（ホーチミン市など）の3つの地域に分けて見てみる。
- 北部
北部の料理は他の地方に比べ全体にヌクマム、塩、味の素、しょう油（日本で馴染みの大豆醤油とは異なる、ナンプラー・しょっつる・いかなご醤油に似たヌクナムという魚醤）を多用したやや塩辛い味付けとなっており、ハーブもそれほど使用しない。

- 中部
中部の料理は唐辛子などを使った辛い味付けのものが多い。また、フエにはかつて阮（グエン）朝が置かれていたこともあるため、フエ料理には宮廷料理の影響を受けた、洗練された料理や凝った料理が多い。

- 南部
南部の料理は砂糖やハーブを多用し、全体的に甘い味付けが多い。ココナッツのジュース、ココナッツミルクなどの食材もよく用いる。このためベトナム南部では虫歯が多いと言われているが詳細は明らかでない。

## テーブルマナー
食べかす（骨など）を床に吐くことも普通に行われ、食べ残すこともマナー違反ではない。会食の支払いに関しては、誘った側が支払うことが一般的である。
多人数での食事では大皿で料理が供され、親しい仲ではない場合でも（例えば長距離バスの同乗者同士などでも）取り箸などは用いずにそのまま直箸で食すことが多い（コロナ禍で、取り箸を使う習慣も生まれている）。酒類などはひとつのグラスで回し飲みされることがあり、断りなしに席を外して逃れることはマナー違反となる。スープ類や米飯は大きなボウルで供され、女性が各人の椀によそうのが一般的である。
庶民向けの屋台店は基本的に1種類の料理のみを供することが多いため、持ち込みも自由に行うことができる。雑貨屋で買った缶ビールなどを持ち込む場合、頼めばグラスや氷などは無料あるいは安価で提供される。

### 食器

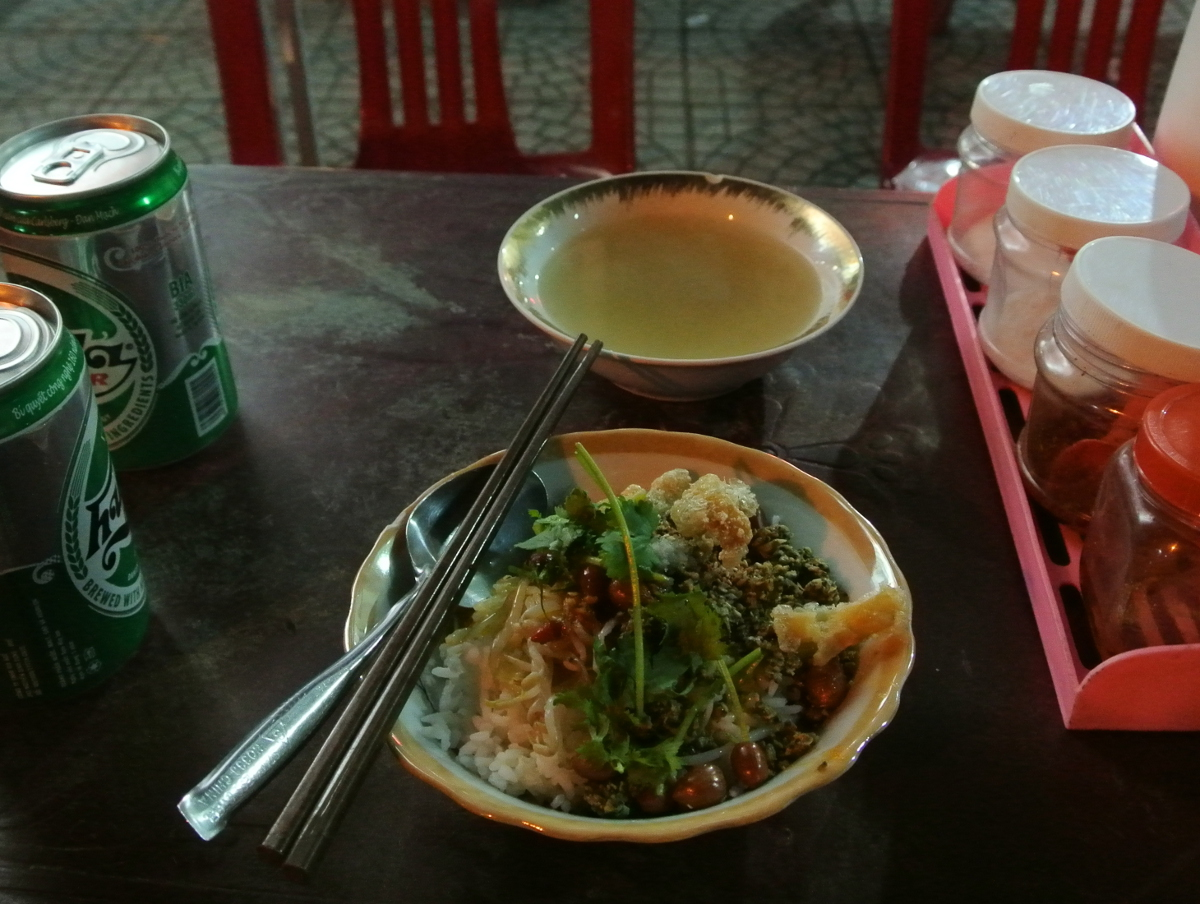
フエ名物のコムヘン（しじみ汁飯）。汁掛け飯にはスプーンと箸両方が用いられる。（フエ）

食器には主に箸とスプーン（もしくはレンゲ）が併せて供せられ、フォークも用意されていることが多い。食卓にあるちり紙は使用前にこれらを拭くためにも用いられる。ベトナムの箸は日本と違い長さがあり、27cm程度の木製の角箸が一般的である。また後述の通り、インディカ米や更にそれを砕いたものが主食に使われることが多く、汁物がある場合は汁掛け飯にすることが多い（これもマナー違反にはならない）ために、飯料理でもスプーンと箸が併用される傾向が高い。都市部によくある、スチロールパックでテイクアウトする飯料理などでは、使い捨てまたはリサイクルのプラスチック製スプーンのみが付属する。
麺料理を食べる際は、音を立てて啜ること、器に直接口をつけること、丼や皿を持ち上げることがマナー違反であるため、箸とレンゲで食され、スープを飲み干す場合でもレンゲを用いる。粥はスプーンもしくはレンゲのみで食される。

### 食卓調味料
ヌクマム、ライム、醤油、チリソース、胡椒が常備される事が多い。またヌクマム・砂糖・ライムの絞り汁（または酢）・刻み唐辛子・にんにくを合わせたヌオックチャムが小皿で用意される事が多い。小皿調味料としては料理に合わせて他に前述のトゥオンや、マムトムなどの魚介発酵調味料、ライム添えの塩胡椒なども提供される。また、庶民むけの食堂では、必要に応じて丸のままの生唐辛子が提供され、スプーンと小皿を使い、客が自分で刻んで調味に、あるいは丸かじりで用いることもある。

### その他
食後には爪楊枝で歯間掃除をすることが普通であり、それに対する羞恥心はほとんどなく、女性でも気兼ねなく爪楊枝を使う。ベトナムの爪楊枝は日本のそれを半分に裂いたほどの細さである。
食堂でウエットティッシュが供される場合、ほとんどは有料であるため、使用しなかった場合は会計時にアピールが必要である。

## 主な料理
ベトナム料理でポピュラーなメニューとしては、以下のようなものがある。

### 主食・主菜類

#### 麺類

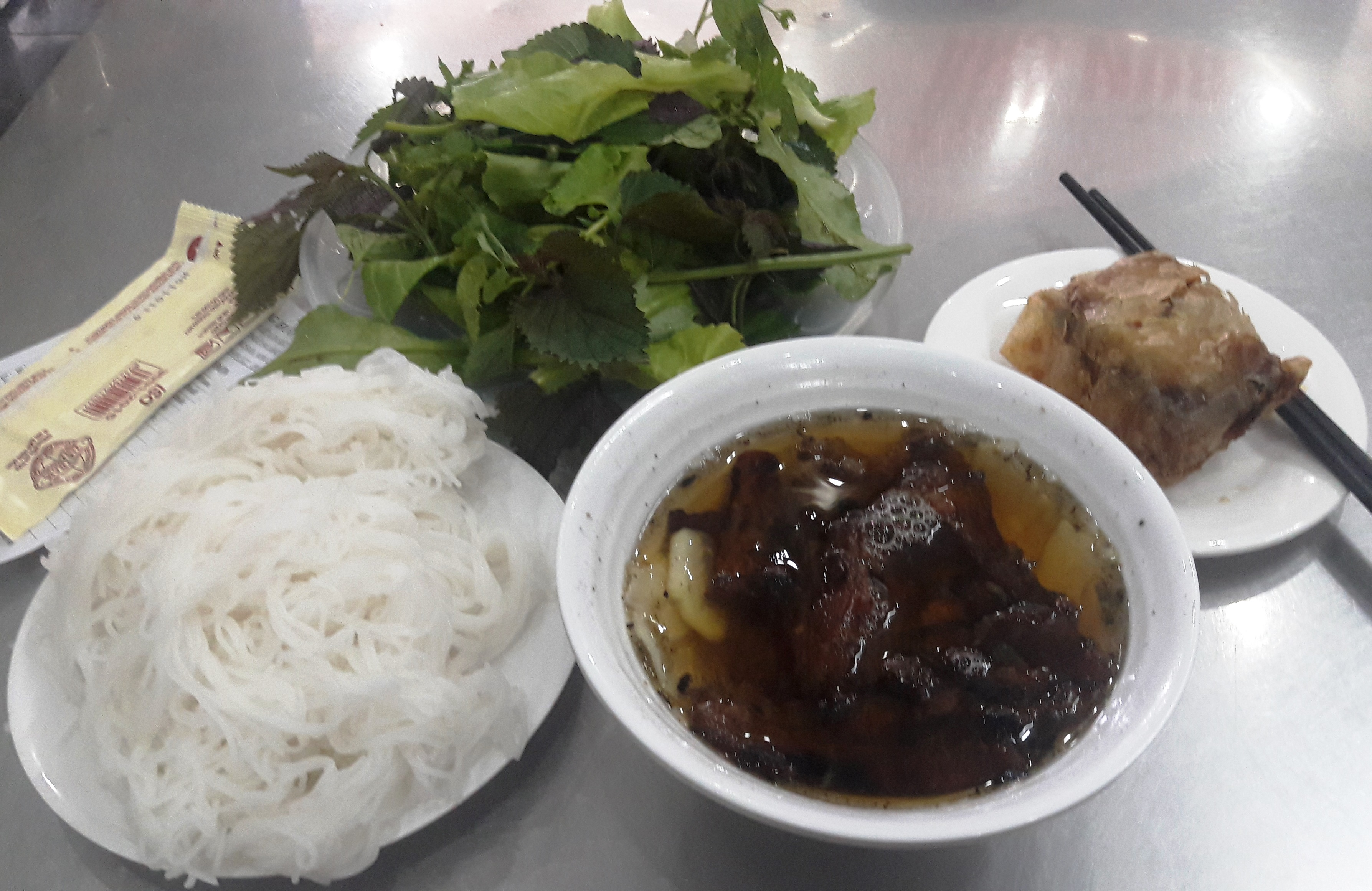
ハノイ発祥と知られるブンチャー。

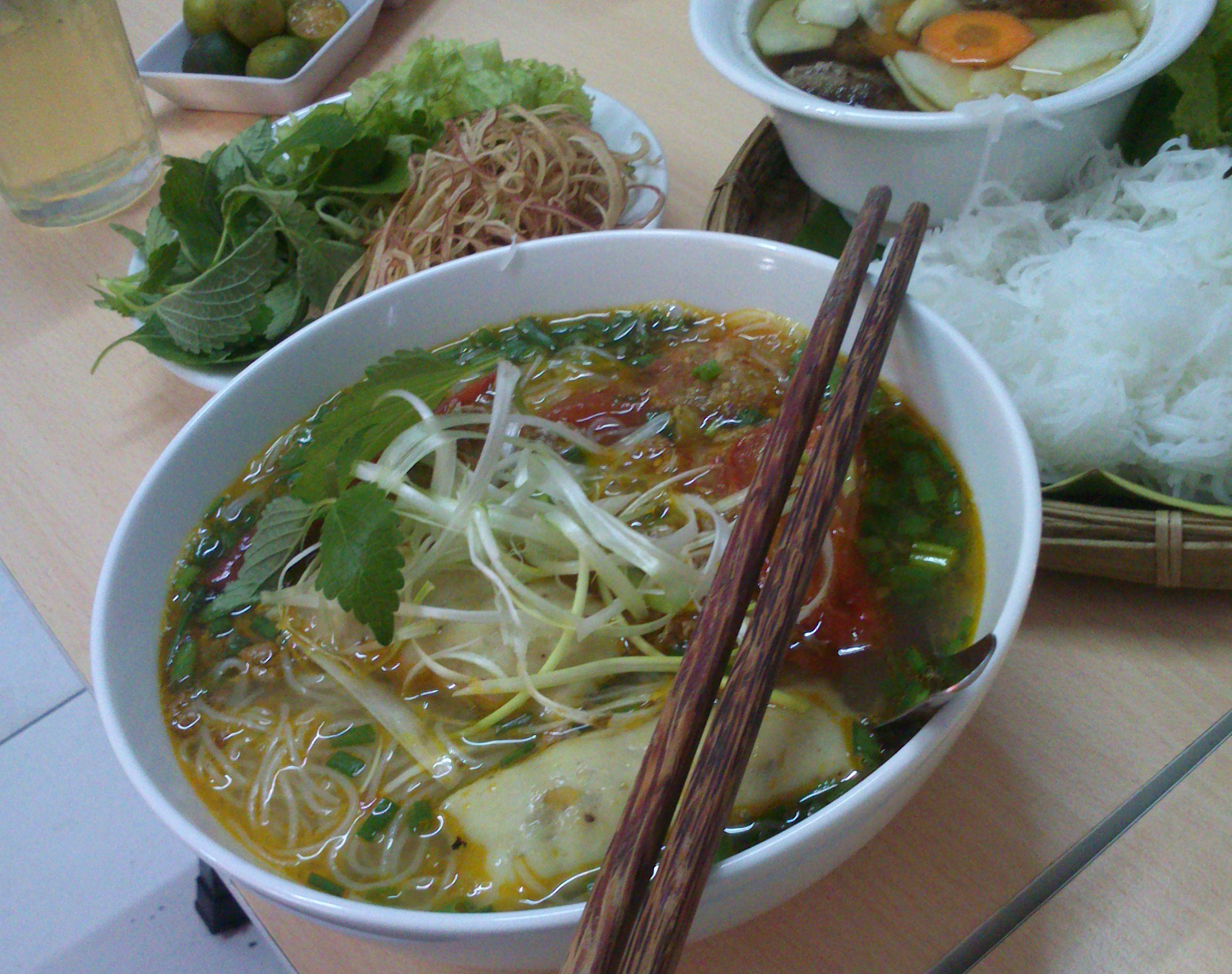
中央：トマトスープの汁麺ブン、右：つけ麺のブン。（ホーチミン市）

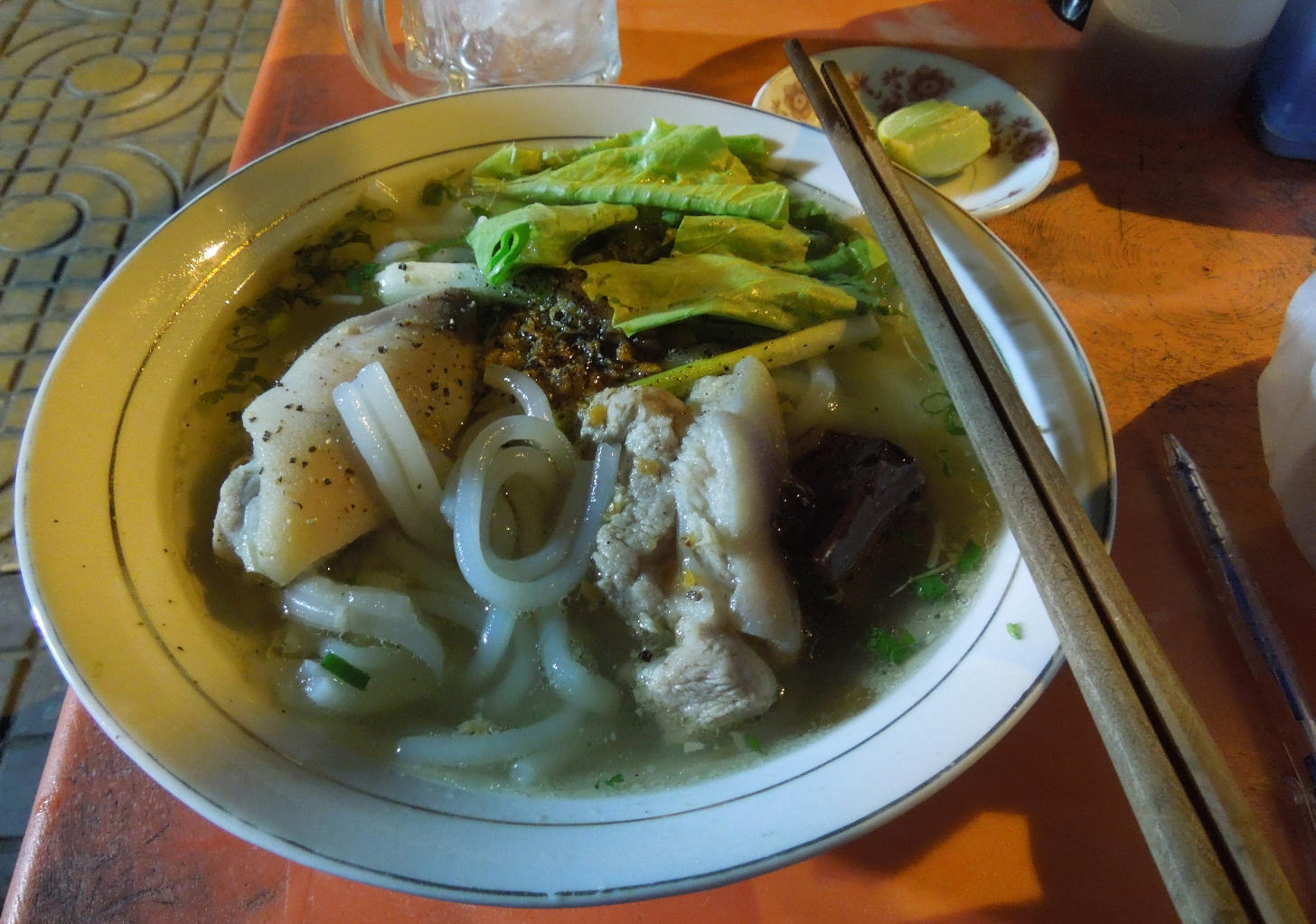
バインカイン（ハウザン省ガーバイ）

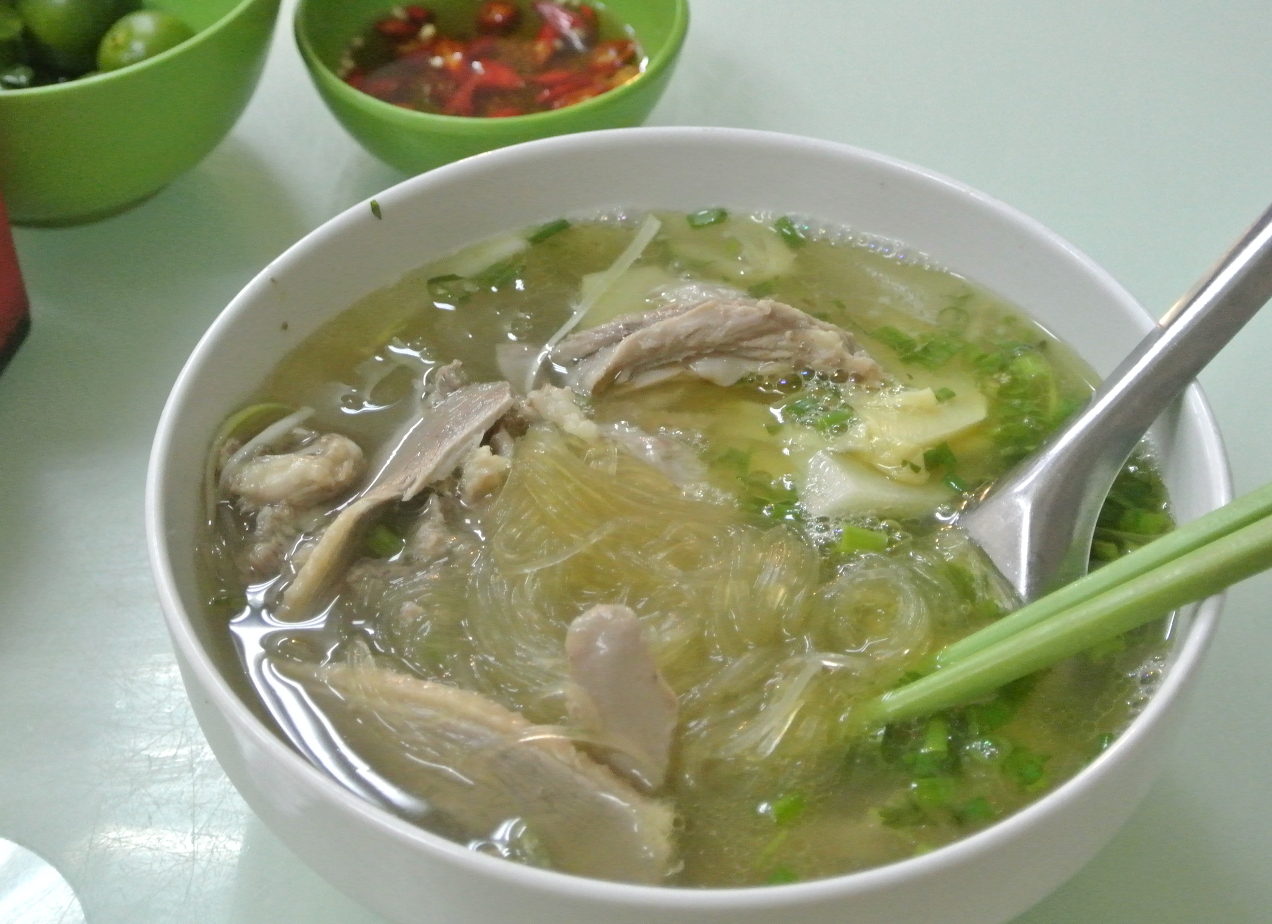
ミエンガン（ニンビン省ニンビン）

ベトナムの麺類は基本的にライスヌードルである。そのほか、小麦粉麺の「ミー」（Mì）や春雨「ミエン」（Miến）も食べられる。ライスヌードルは麺料理として食べるだけでなく、春巻や饅頭（後述のバインバオ）の具にするなど活用される。ほとんどの場合において、乾麺でなく生麺が調理に使用される。また多くの店でパクチーやバナナの蕾などの香草やもやしを始めとした生野菜・ハーブ類が別皿で供され、自由に乗せて食べることができる。
フォー（Phở）
平たいライスヌードル。ベトナムで最もポピュラーな麺類の一つであるが、本場は北部である。日常的によく食べられているメニューだけに、社会生活の変化などから影響された、フォーに対する食のスタイルの広がりがあり、フォーを扱うファーストフード風のチェーン店が都市部に作られたり、またインスタント製品やカップ麺のフォーが売り出されたりしている。
- Phở bò:米麺に牛骨から取ったスープをかけ、牛肉をのせたもの。半生（Tái)、よく火を通したもの（chín）が選べる。
- Phở gà:鶏スープをかけ鶏肉をのせたもの。

ブン (麺) (Bún)
フォーに並んで一般的な麺類がブン（太さ1mmから2mmほどのビーフン）である。生春巻きの具にもなるほか、次のようにさまざまな具材やスープで食べられ、フォーよりも種類が豊富である。米粉から手作りしやすいので、家庭料理ではフォーよりブンを食べることが多い。
- Bún móng giò: 豚足。
- Bún mọc: つみれ。
- Bún cá: 魚（白身魚が多い）。
- Bún gà: 鶏肉。
- Bún măng vịt: 鴨肉と筍。
- Bún riêu（ブンリエウ）: トマトスープ。蟹のすり身をのせるブンリエウクア（Bún riêu cua）も多い。タニシを用いたブンオック（Bún ốc）も同様のスープ。
- Bún chả（ブンチャー、北部）/Bún thịt nướng（南部）: 付け麺、または汁なし和え麺。甘辛いタレをつけて焼いた豚肉、サニーレタス、酢漬けしたニンジンや玉ねぎなどと一緒に前述のヌオックチャムにつけながら、あるいは丼の中で和えて食べる。しばしば揚げ春巻き（chả giò）や発酵ソーセージ（nem）も具材となる。
- Bún thịt cho: 犬肉をマムトムで煮込んだもの。味が強いため、付け汁は必要がない。Bún giả cầy（「偽犬」。豚足を用いたもの）も同様に、ミントが添えられた茹でただけのブンに肉がのる。
- Bún xào: 牛肉や海産物とともに炒めたブン。地方によっては汁なしの和え麺をこう呼ぶこともある。
- Bún bò Huế (ブンボーフエ): 中部でポピュラーな麺で、2mm～2.5mmほどの太さの麺を用い、レモングラスと赤唐辛子を効かせるのが特徴。このブンボーフエも中部からベトナム全域に広がっている。

フーティウ (Hủ tiếu, Hủ tíu)
広東や福建省が本場とされる白くて細い乾麺で、南部でベトナム料理として定着している。
- Hủ tiếu Nam Vang:プノンペン風フーティウ。スープは甘めで具だくさん。陸海空の象徴として、豚肉、エビ、ウズラ卵が用いられる。Nam Vangはプノンペンの意。
- Hủ tiếu khô:汁なしフーティウ。
- Hủ tiếu mì:フーティウと、後述の小麦麺を一椀に合盛りにしたもの。

ミエン (Miến)
サツマイモ、ドン（dong、カンナ）、緑豆、キャッサバなどのデンプンを原料とする乾麺。中国語の「麺」からの借用語。
- Miến lươn:揚げたタウナギ。
- Miến ngan:バリケンの肉。

ミー (麺) (Mì)
小麦粉でつくる黄色い中華麺。袋入りで粉末スープ付きのインスタント麺や、業務用の乾麺も多く見られる。
- Mì xao: 焼きそば。
- Mì khô: 汁なしの和え麺。

ミークアン (Mì Quảng)
米粉と卵を使用し、ガンダン（dành dành 、クチナシ）で黄色く着色された幅5-10mmの平たい麺です。色から中華麺と誤解されますが、黄色はタマゴとクチナシに由来します。
バインカイン (Bánh canh)
メコンデルタの特産品とされる米粉の麺。日本のうどんほどの太さで、都市部では数センチほどに切られ、日本のうどんのような汁麺として供される。

#### 飯物

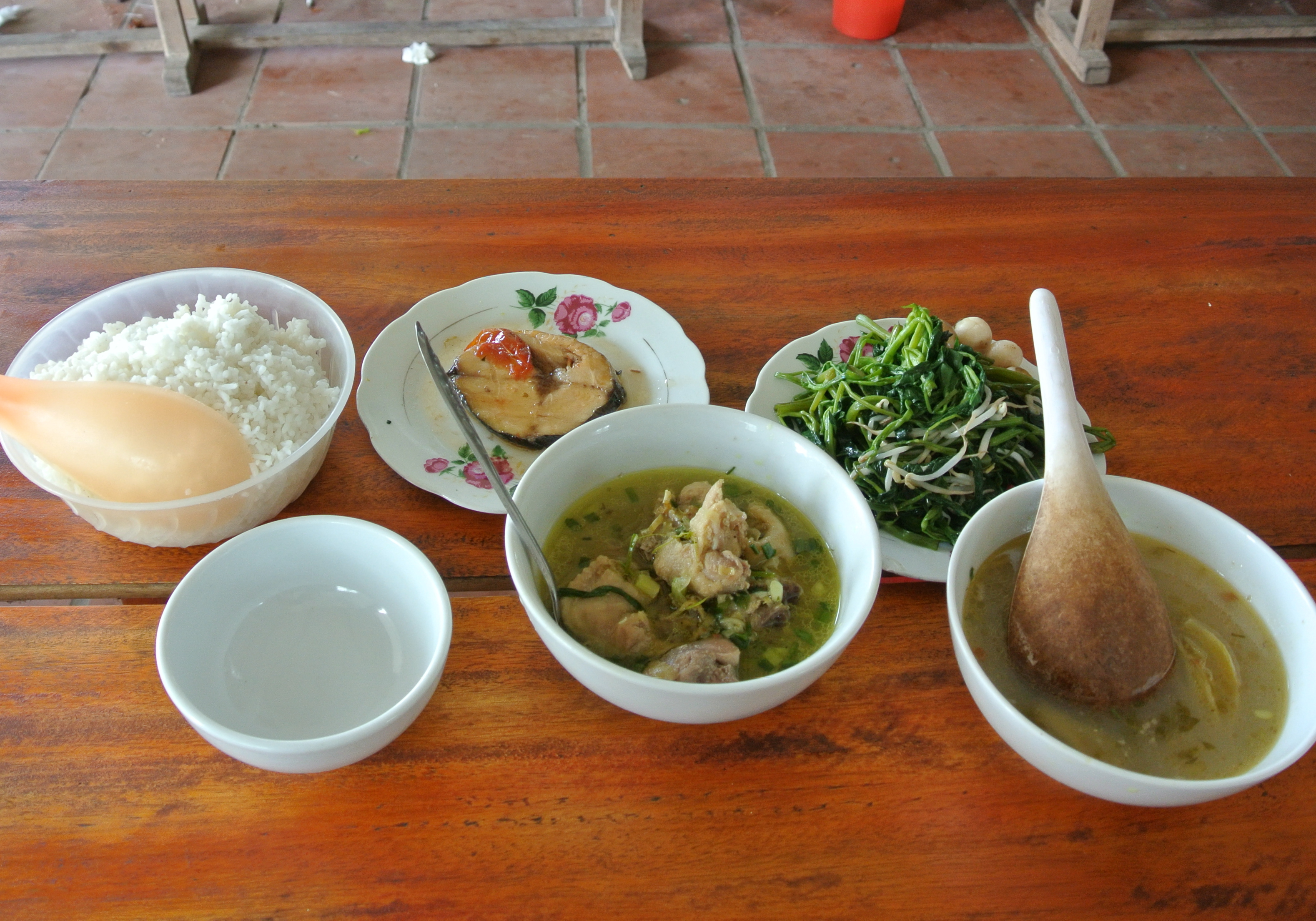
コムビンザンのお櫃ご飯。（ハティン省ハティン）

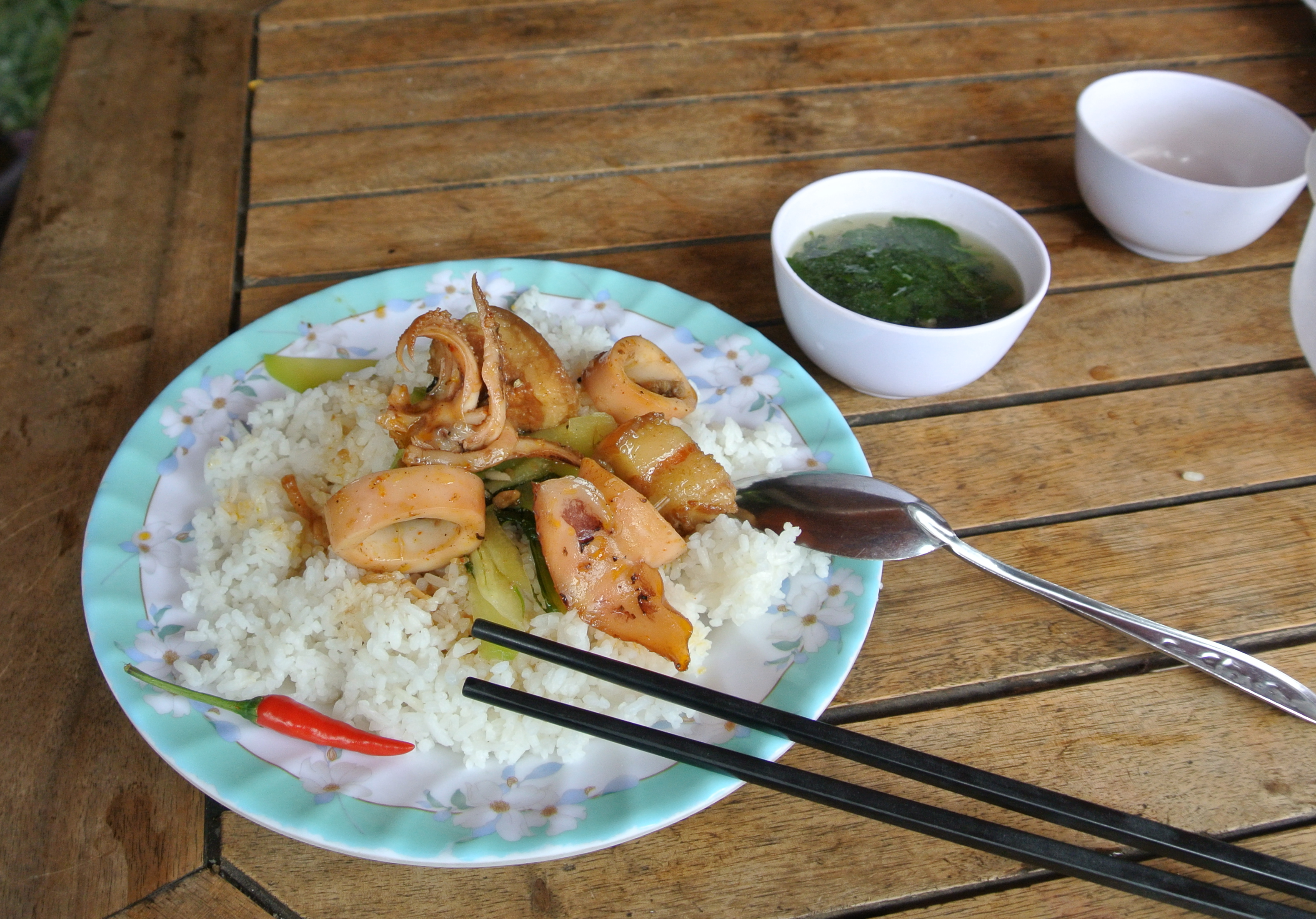
コムビンザンの皿飯。（ビンディン省クイニョン）

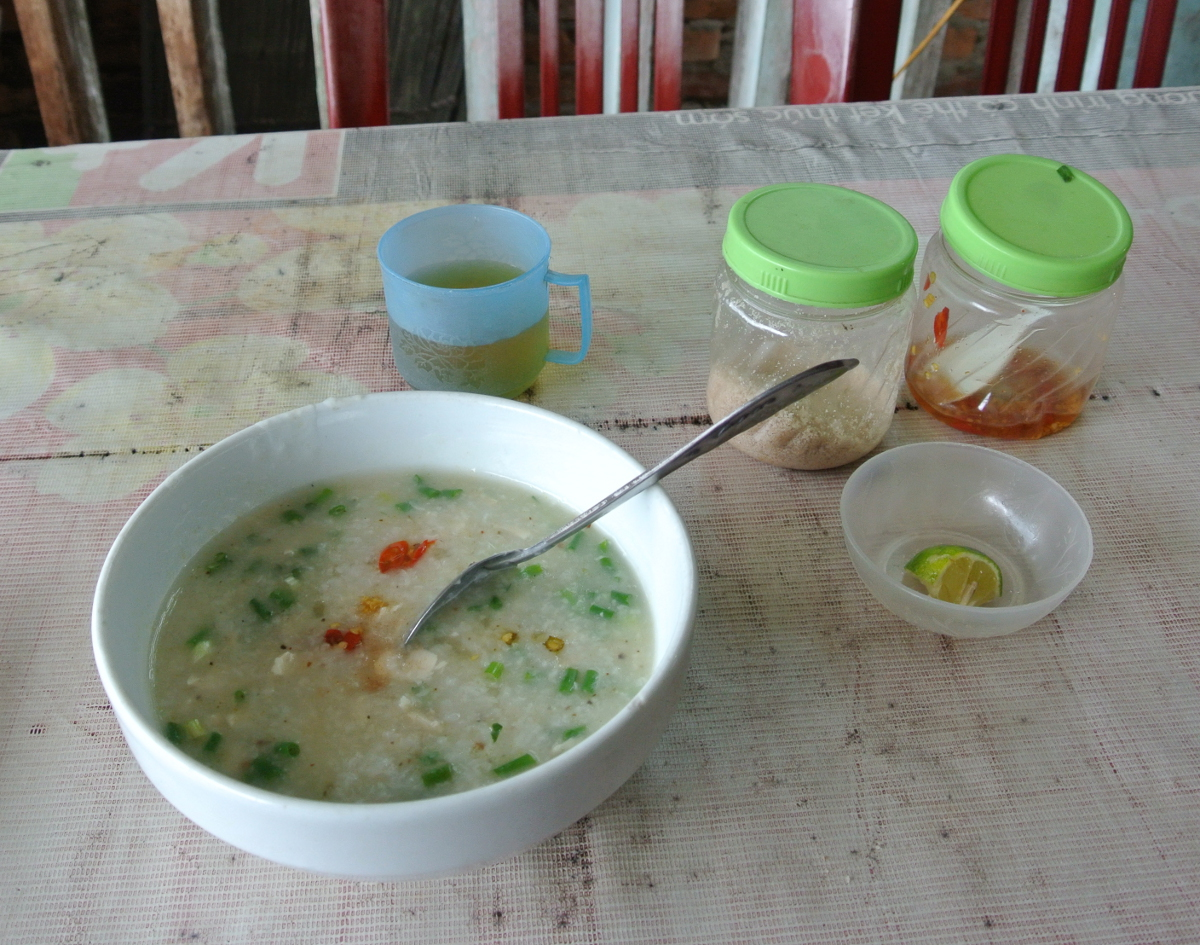
お粥。（ハティン省カムスエン県）

日本と同様に、米飯（コム：Cơm）とおかず、汁物が食卓に並ぶが、朝食は前述のフォーであることが多く、お粥も人気がある。ご飯と汁物は、初めは別に食べていても、最終的に汁かけ飯とすることが多く、これはマナー違反にはならない。なお、ベトナム米は非常に有名であり、ベトナムの米輸出規模は世界でも有数である。飯物を提供するもっとも気軽な食堂であるコムビンザン（Cơm bình dân）は、直訳すれば「平民飯」であり、日本の大衆食堂にあたる。
米飯
- コムファン（cơm phần）：分飯、すなわちお櫃で供された米飯を茶碗に取り分けて食べる。主に多人数向け。スープ、料理数品、お茶（中国と違い冷えたお茶も提供される）が定食として手頃な価格で提供され、ご飯はお代わり自由であることも多い。
- コムディア（cơm dĩa）：皿飯、すなわち平皿にご飯を盛り、上に直接おかずをのせた安価なもの。スープも供される。お茶はセルフサービスが多い。後述のコムタムであることも多い。
- コムホップ（cơm hộp）：箱飯、すなわちテイクアウト。スチロール製容器に入れられる。

チャオ（Cháo）
粥。人気のある朝食メニューの一つ。
- チャオガー（Cháo gà）: 鶏粥。クァイ（Quẩy）という細長い揚げパン（中華料理の油条と同じ）をちぎって入れながら食べることもある。
- チャオロン（Cháo lòng）: ブタの内臓肉の入った粥。

ソーイ（Xôi）
蒸したもち米のおこわ。炒めた肉類やフライドガーリックなどを乗せて供する。軽食のほか、昼食むけにスチロールのパックに盛り付けたテイクアウトも都市部で提供されている。南部ではいろいろな色に着色される。
コムガー（Cơm gà）
ベトナム風海南鶏飯。東南アジアの他の中華文化圏同様、チキンライスはベトナムでも人気が高い。ただし、チャーハンにフライドチキンを乗せたようなものも同じ名前で呼ばれるため注意すべきである。
コムタム（Cơm tấm）
砕いた米を調理した米飯。もとは脱穀の際などに出るクズ米の有効活用だったが、粒が小さくねばりが弱くなることで食感が軽くなるため朝食などで好まれる。皿に盛り、各種の具を乗せて供され、南部では主に朝食となり、夜も出す店には cơm tấm đên（夜のコムタム）の看板が出る。
コムナム (Cơm nắm)
日本のおにぎりに似た料理。携行食とされるが、戦時中の貧困を想起させるとして否定的に捉えるベトナム人もいる。

#### 春巻き

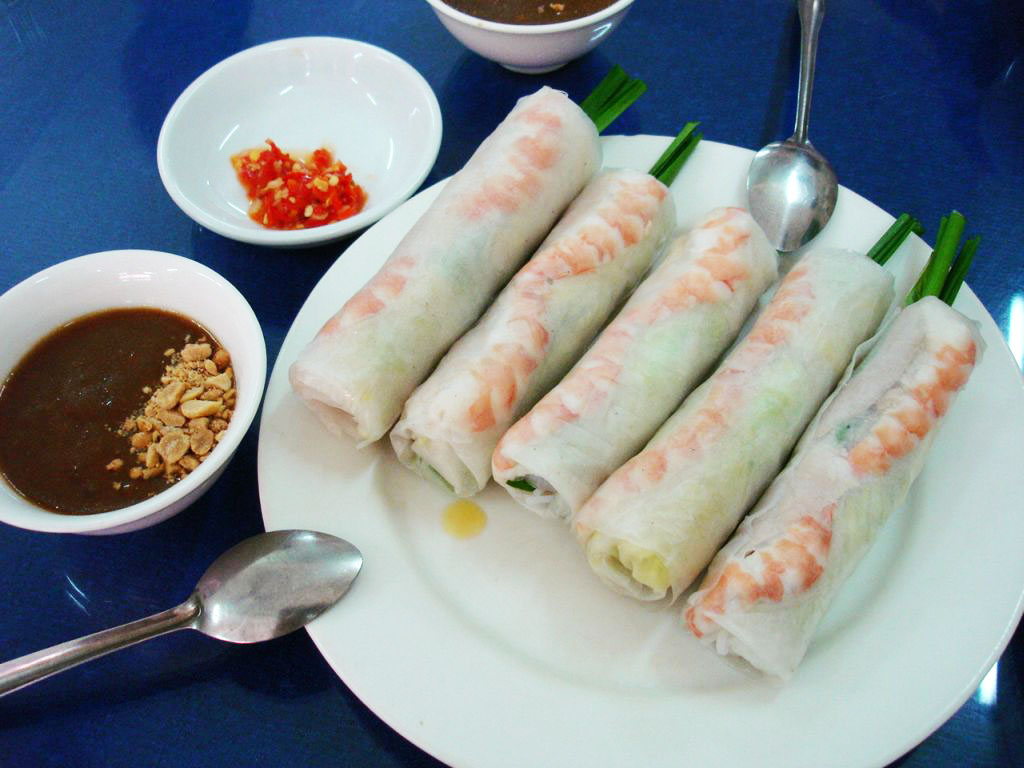
生春巻き

揚げ春巻き（北部：ネムラン/南部：チャージョー、Nem rán/Chả giò）
ひき肉やキクラゲ、カニ肉、春雨などを米で作った皮（バインチャン、bánh tráng）に包み、揚げたもの。中華料理の春巻きよりかなり小ぶりで、親指大くらいの大きさである。ヌオックチャムに浸して食べる。ブンの具にすることもある。
生春巻き（ネムクオン/ゴイクオン、Nem cuốn/Gỏi cuốn）
ゆでたエビ、ブン、生野菜などをバインチャンで包んだもの。トゥオンやヌオックチャムにつけて食べる。
また、予め巻いてあるものだけでなく、焼肉やしゃぶしゃぶなどをその場で各種野菜、ハーブ、ライスヌードルなどと一緒にお好みで巻いて食べる文化もある。

#### その他米粉料理

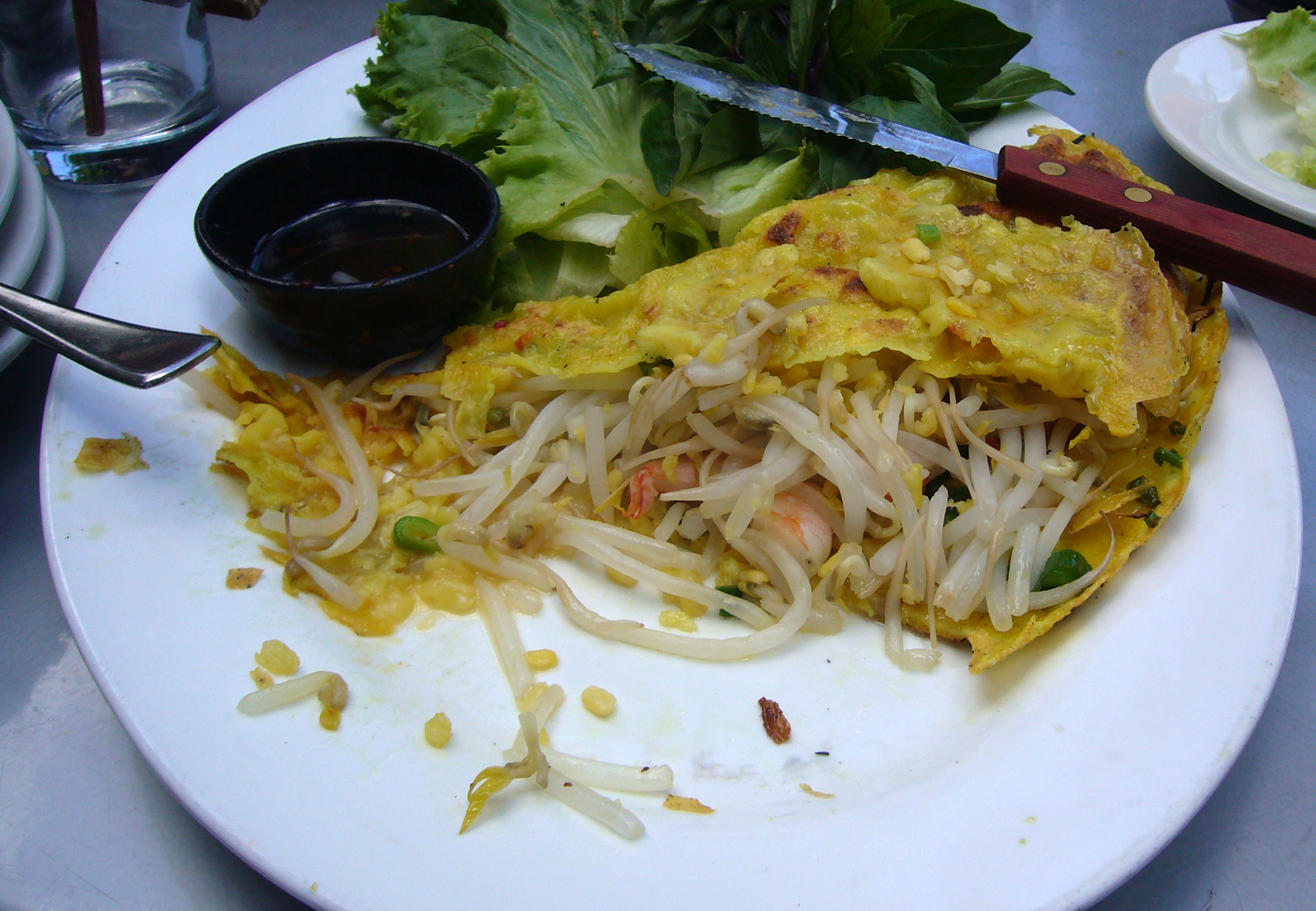
バインセオ。ベトナム料理には珍しく、これにはナイフが用意される。

バインセオ（Bánh xèo）
日本では「ベトナム風お好み焼き」と言われることが多い。米粉とココナッツミルク、ターメリックを混ぜたものをパリッと焼き、豚肉、エビ、モヤシなどを包む。これを一口大にちぎって、香草などと一緒に韓国の焼肉料理でよく使われるサンチュに似た葉に包みヌオックチャムに浸して食べる。葉の上からさらにライスペーパーで巻くこともある。
バインチュン（Bánh chưng）
ベトナムのちまき。餅米と竹やラーゾン（Lá dong、クズウコン科の植物）の葉を用い、四角く作るものが多い。豚肉やリョクトウを入れた塩味のものも甘いものもあり、市場やスーパーマーケットでも売られている。正月料理だが、北部ではおやつとしても食べられる。
バインベオ（Bánh bèo）
米粉とタピオカ粉を水で溶き、熱湯を加えて混ぜて小さな皿に入れて蒸し、煎ったそぼろエビ、ネギなどをふりかけ、ヌオックチャムをかけて食べる。ぷりぷりとした食感。
バインクオン（Bánh cuốn）
発酵させた米粉汁を鍋の上に張った布の上で蒸し、ひき肉やきくらげをくるんだ料理。

#### 小麦粉料理

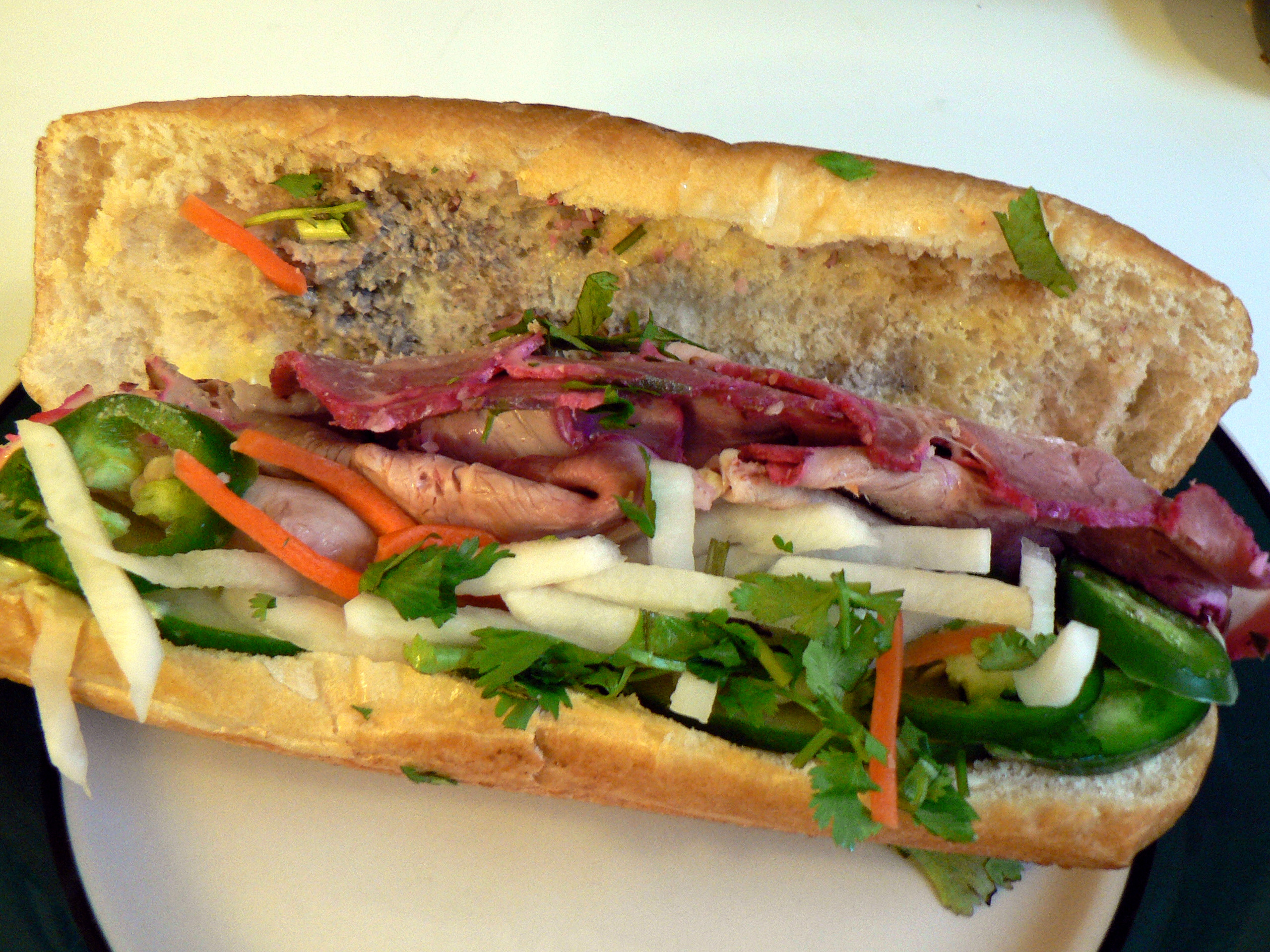
バインミー

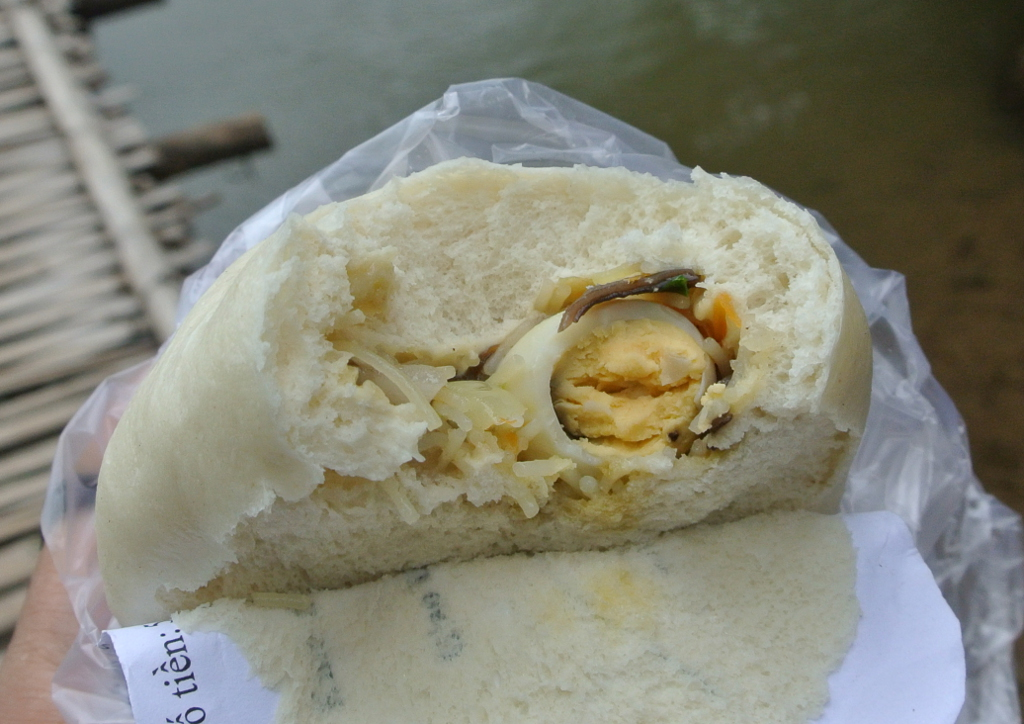
バインバオ。（ビンディン省タイソン県）

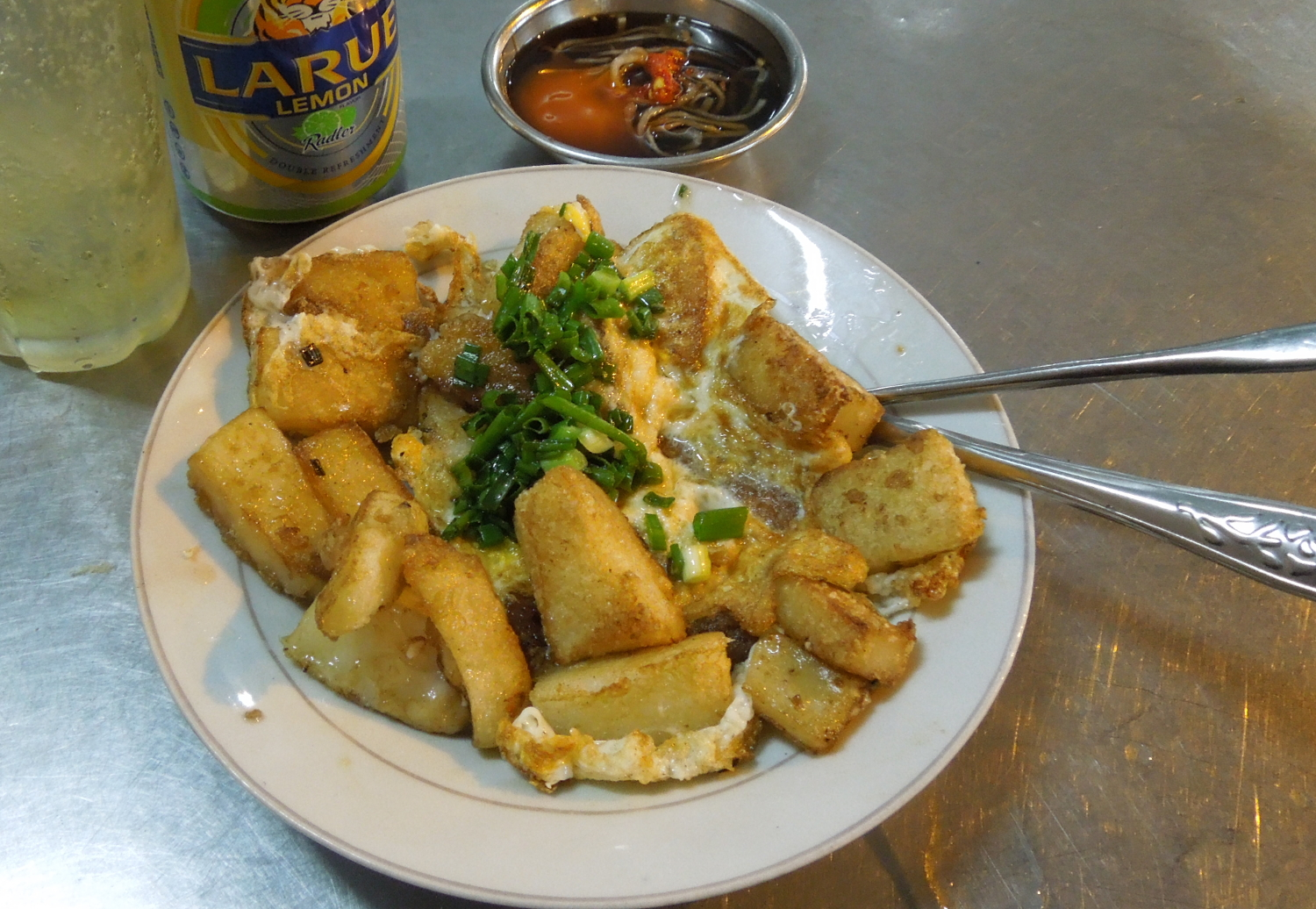
ボッチエン（ホーチミン市、タイビン市場）

バインミー（Bánh mì）
切り込みを入れてマーガリンやパテを塗ったバゲットにソーセージやハム（Giăm bông:フランス風にJambonと綴ることもある）、叉焼などの肉類と香草や野菜の甘酢漬けなどをはさみ、ヌクマムをふりかけたベトナム風サンドウィッチ。屋台などでよく売られている。
バインバオ（Bánh bao）
挽肉、ゆで卵、野菜、きくらげなどの具を小麦粉の皮で包んで蒸した、中華まんに似る。
ボッチエン（Bột chiên）
米粉をこねて作った餅状のものを一旦揚げ、炒めたもの。卵と一緒に炒められる。

#### 鍋、汁物、その他

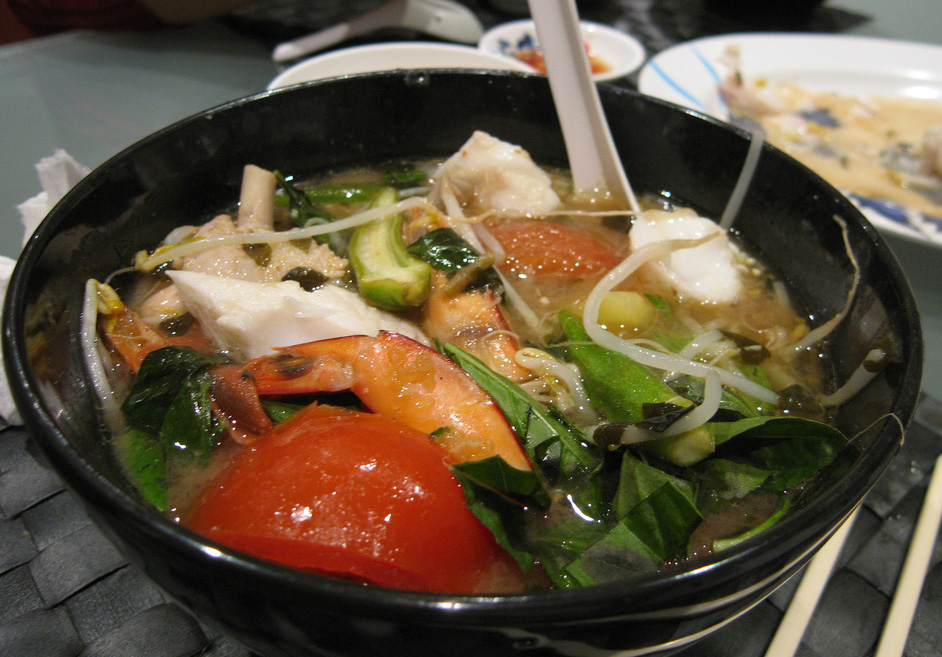
カインチュア

カインチュア（Canh chua）
ベトナム南部の甘酸っぱいスープ。食後の〆として米飯にかけて食されることが多い。ライギョを用いるとカイン・チュア・カー・ロック（Canh chua cá lóc）となる。ベトナムではライギョはポピュラーな食材であり、このほかにもライギョの煮付けなどいろいろな料理がある。なお、カインはさらさらなスープであり、レストランなどのきちんとした食事に食べるとろみのついたもの（スップ: Súp）とは区別される。
ラウ（Lẩu）
ベトナムの鍋料理。ヤギ鍋、牛鍋、鶏鍋、海鮮鍋などの種類がある。
- ラウ・ゼー（Lẩu dê）: 山羊肉の鍋。専門店で食べることが出来る。山羊肉の焼き肉(乳房の肉を使うことが多い)とセットで食べることが多い。またラウ・ゼーの店では山羊の睾丸を蒸留酒に漬けた酒も提供される。

チャーカー・ラーヴォン（Chả cá Lã Vọng)
ターメリックなどに漬けたラン魚(cá lăng:ナマズ目の魚)を油で炒め揚げにし、ディルと青ねぎを混ぜて食べる。ブンと一緒に食べることが多い。ハノイの名物料理のひとつになっている。
ゴイ・ドゥドゥー（gỏi đu đủ）
タイ料理のソムタムに同じ。未熟なパパイヤの実を千切りにし、香草、ナッツ、魚介、柑橘類の果汁などで和えたサラダ。

### 軽食、デザート類、飲料

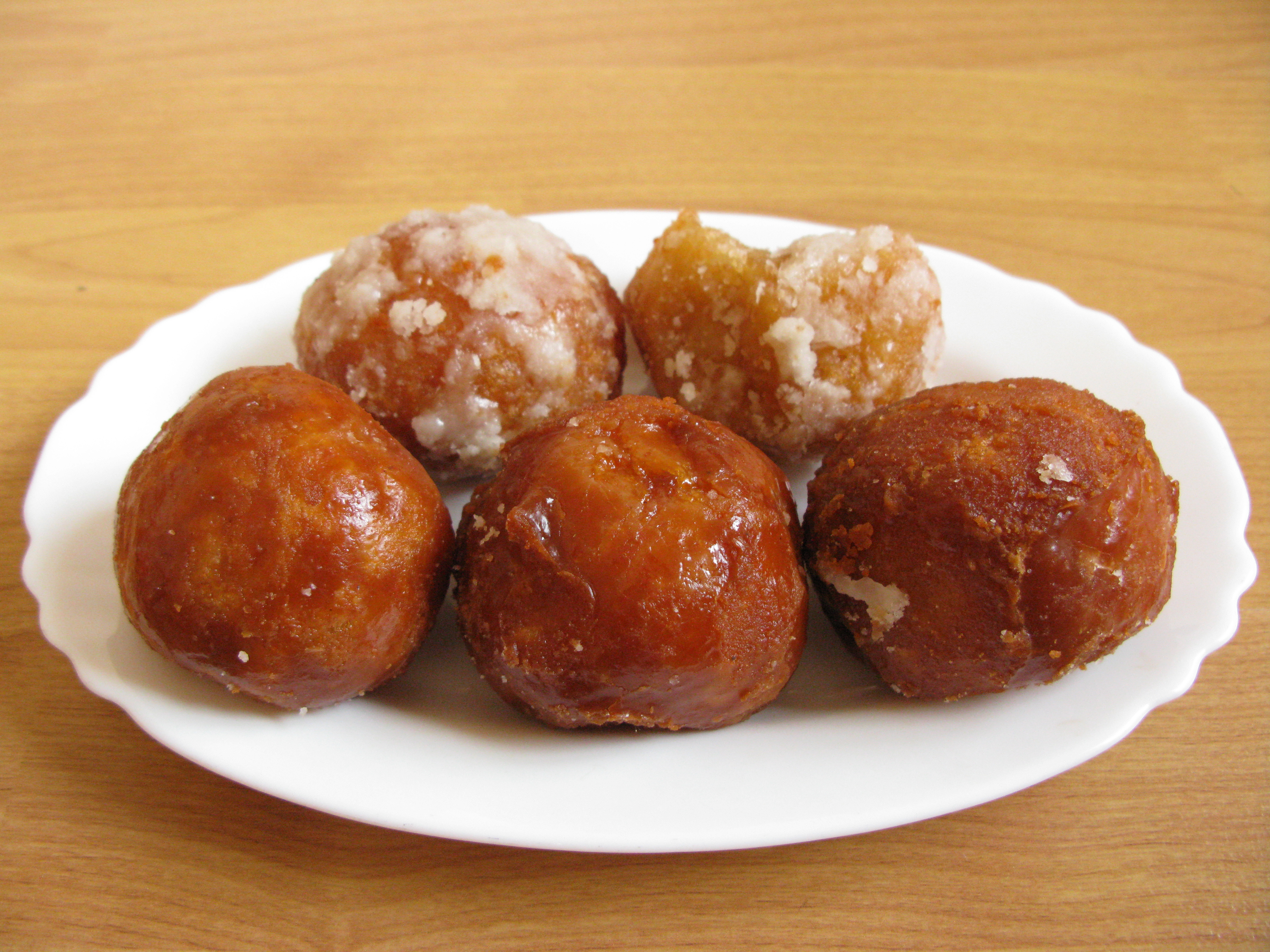
バインラン（ベトナム風ドーナツ）

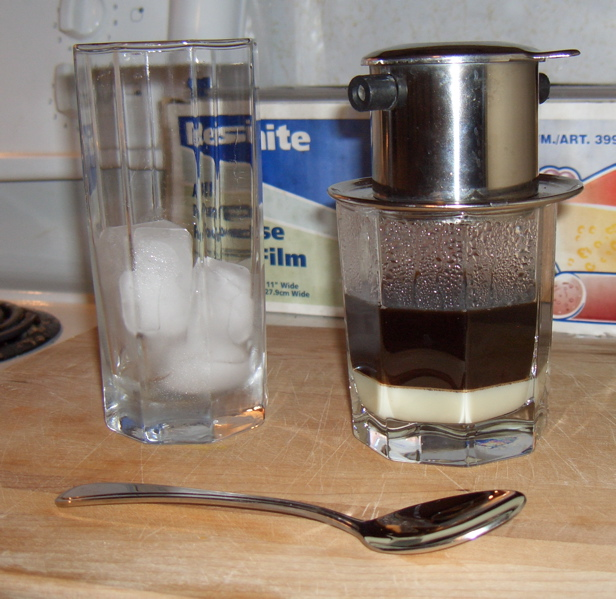
ベトナムコーヒー

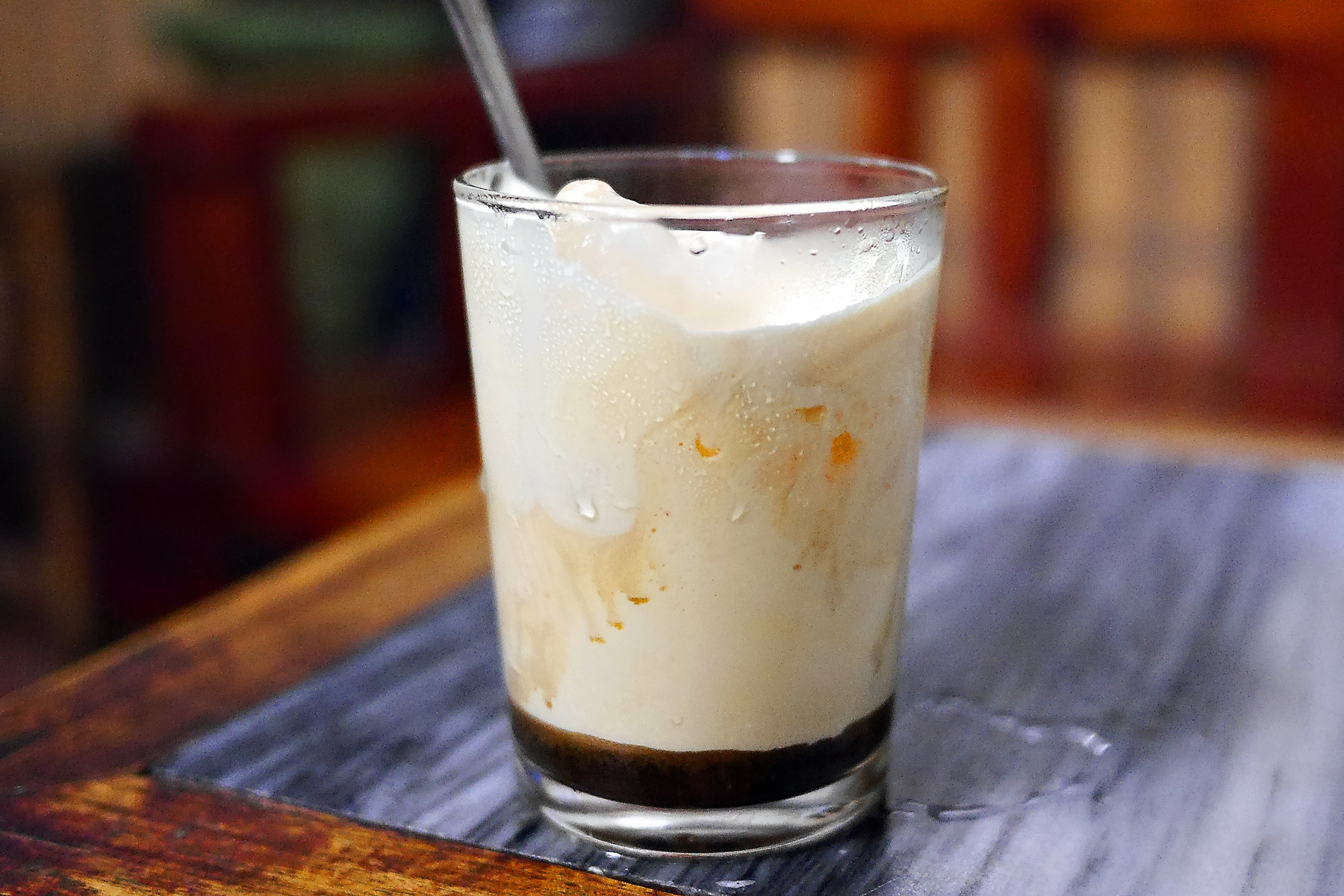
エッグ・コーヒー

バインフォントム（Bánh phồng tôm）
南部を起源とする丸い海老せん。サラダ（ノム/ゴイ、Nộm/gỏi）の付け合わせにもなる。
チャオトム（Chạo tôm）
エビのすり身をサトウキビの茎の芯の周りに付けて、竹輪のように焼いた料理。ブンの具にすることもある。
チュンヴィトロン/ホビロン（Trứng vịt lộn/Hột vịt lộn）
孵化前のアヒルの卵を茹でたもの。北部では殻を剥き皿に盛った状態で供されることが多いが、南部では丸のままエッグスタンドがわりのお猪口に乗せて供される。頂上部を下にして気室側の殻を割り、中のスープを飲んだ後、そこに塩・胡椒・柑橘類・ハーブを加えてスプーンでかき混ぜて食べる（生えかけの羽毛やくちばしなどが混ざっていることがあるが、これは食べない）。おやつとして、路上の屋台などで売られている（男性向けの強壮剤食品としてのイメージも根強い）。
オクニョイ（Ốc nhồi）
名称は「タニシの詰め物」という意味だが、通常は味付けしたタニシの蒸し物で、街角の屋台などで売っている。ベトナムのタニシは、日本でよく見られるものよりも大きい。正しくは『タニシモドキ』。
バインラン（Bánh rán）
餅米粉の皮の中に、緑豆あんの入った揚げ団子。ベトナム語版ドラえもんにおいて「ドレーモン」はどら焼きの代わりにバインザンを食べる。
バインフラン（Bánh flan）、北部ではケムカラメン（Kem caramen）
濃厚な風味のカスタードプリン。ポピュラーなデザートのひとつ。砕いた氷やコンデンスミルクが掛けられることも。
チェー（Chè）
餅米など穀類、果物、芋類、果物、海藻、アズキやリョクトウなどの豆類で作ったデザート。田舎汁粉や善哉、みつ豆、粥と似ている。ココナッツミルクに具を入れ煮込む場合もある。当初、ベトナム北部では、温かいチェーが作られていたが、全国に普及するにつれて冷たいチェーへと変化した。
スアチュア（Sữa chua）
ベトナム風ヨーグルト。ベトナムではヨーグルトを凍らせて食べる事もある。小さなカップ入りのものを行商していることも多い。
ケムズア、ケムチャイズア（Kem dừa, Kem trái dừa）
ココナッツ風味のアイスクリームを使ったデザート。ケムはクリームのこと。ココナツの殻を容器にすることが多い。
バインザーロン (Bánh da lợn)
緑豆餡を用いて作るデザートの一種。食感は外郎に近い。
ヌオックミア（Nước mía）
サトウキビの生搾りジュースに氷をいれたもの。コーヒー・お茶と並んで国民的飲料と呼んでも良いほどどこでも飲める。多くは専用の絞り機（かつては手動が多かったが、現在では電動のものが主流）と材料だけを用意した屋台・行商で供され、公園や川沿いなどの人の集まる所だけでなく、街道沿いなどにも出店していることが多い。風味付けにチャイン（ライム）も加える。
カーフェー（ベトナムコーヒー）（Cà phê）
アルミニウムまたはステンレスの穴あきの容器で淹れるベトナム式コーヒーは、紙のフィルターと異なり、お湯がなかなかフィルターから落ちず、抽出に時間がかかり、加える湯も少なめのため、出来上がりはかなり濃い味になる。ミルクコーヒーにする場合には牛乳ではなくコンデンスミルクを用いるのも大きな特徴である。先にカップの底にコンデンスミルクを入れ、その上からコーヒーを注いだ状態で供される。飲む時には、コップの中身をスプーンでかき混ぜて好みの濃さに調整する。南部では、冷たくして飲む場合は砕いた氷の入ったグラスが別に用意され、そこに注いで飲む。路上のカフェなどでコーヒーを頼むと、これに大体ポット入りのジャスミン茶やハス茶がついてくる。粉はバターを加え深くローストするため、苦味が強いが酸味は薄い。温かいものは Cà phê nóng, 氷入りは Cà phê đá, アイスミルクコーヒーは Cà phê sữa đáとなる。